# Guáitara
Guáitara (špa. Río Guáitara) je rijeka u Kolumbiji, lijevi pritok rijeke Patie. Izvire na padinama vulkana Chiles, blizu granice s Ekvadorom. Pripada tihooceanskom slijevu.

## Vanjske poveznice
|  | Zajednički poslužitelj ima još gradiva o temi Guáitara |